# Rodolfo Benito
Rodolfo Benito Valenciano (n. Madrid, 7 de enero de 1957) es un sindicalista español de Comisiones Obreras (CC.OO.).

## Biografía
Rodolfo Benito nació en el barrio madrileño de Ventas. Empezó a trabajar en la empresa Plata Meneses a los 16 años, donde dos años después fue elegido enlace sindical y después jurado de empresa. Compaginó su actividad laboral y sindical con los estudios de técnico superior de Administración y Finanzas. Lideró las protestas de los trabajadores contra el cierre de Plata Meneses, que tuvo lugar en 1992.
En 1976 fue elegido miembro de la Comisión Ejecutiva del Metal de CC.OO. de Madrid. Posteriormente, fue secretario general de la Federación de Metal de CC.OO. de Madrid entre 1983 y 1987, secretario general de CC.OO. de Madrid entre 1987 y 2000 y secretario de organización y comunicación de CC.OO. de 2000 a 2002. También lidera la corriente interna Alternativa Confederal, una de las tres en que se divide el sindicato.[actualizar]

### VIII Congreso de Comisiones Obreras
Poco antes del VIII Congreso de Comisiones Obreras, Rodolfo Benito mantuvo un pulso con la línea oficialista (fidalguista) de la organización a propósito de la renovación del Consejo de Administración de Caja Madrid. Los partidarios de Benito, también conocidos en el seno de CCOO como rodolfistas controlaban la Unión Regional de Madrid, pero no la Federación de Banca (COMFIA-CCOO) y al final unos y otros representantes no votaron conjuntamente, perdiéndose así la oportunidad de desalojar al popular Ricardo Romero de Tejada del consejo directivo de la entidad mediante un pacto con los representantes de los partidos de izquierdas. A cambio Rodolfo Benito terminó entrando en el consejo de Caja Madrid y como patrón de la Fundación Caja Madrid.[cita requerida]
Fue candidato a la secretaria general de CCOO en el VIII Congreso (2004) en el que salió reelecto José María Fidalgo, líder de la corriente oficialista.
En sus diferencias con José María Fidalgo, Rodolfo Benito se ha encontrado en varias ocasiones al lado del otro opositor a la secretaria general de Comisiones Obreras, el crítico Agustín Moreno,[cita requerida] como ocurrió en la frustrada convocatoria de una huelga contra la guerra de Irak, en que la línea oficial del sindicato impuso su mayoría para rechazarla frente a las otras dos corrientes y la UGT que la apoyaban.